# فرنسا العميقة

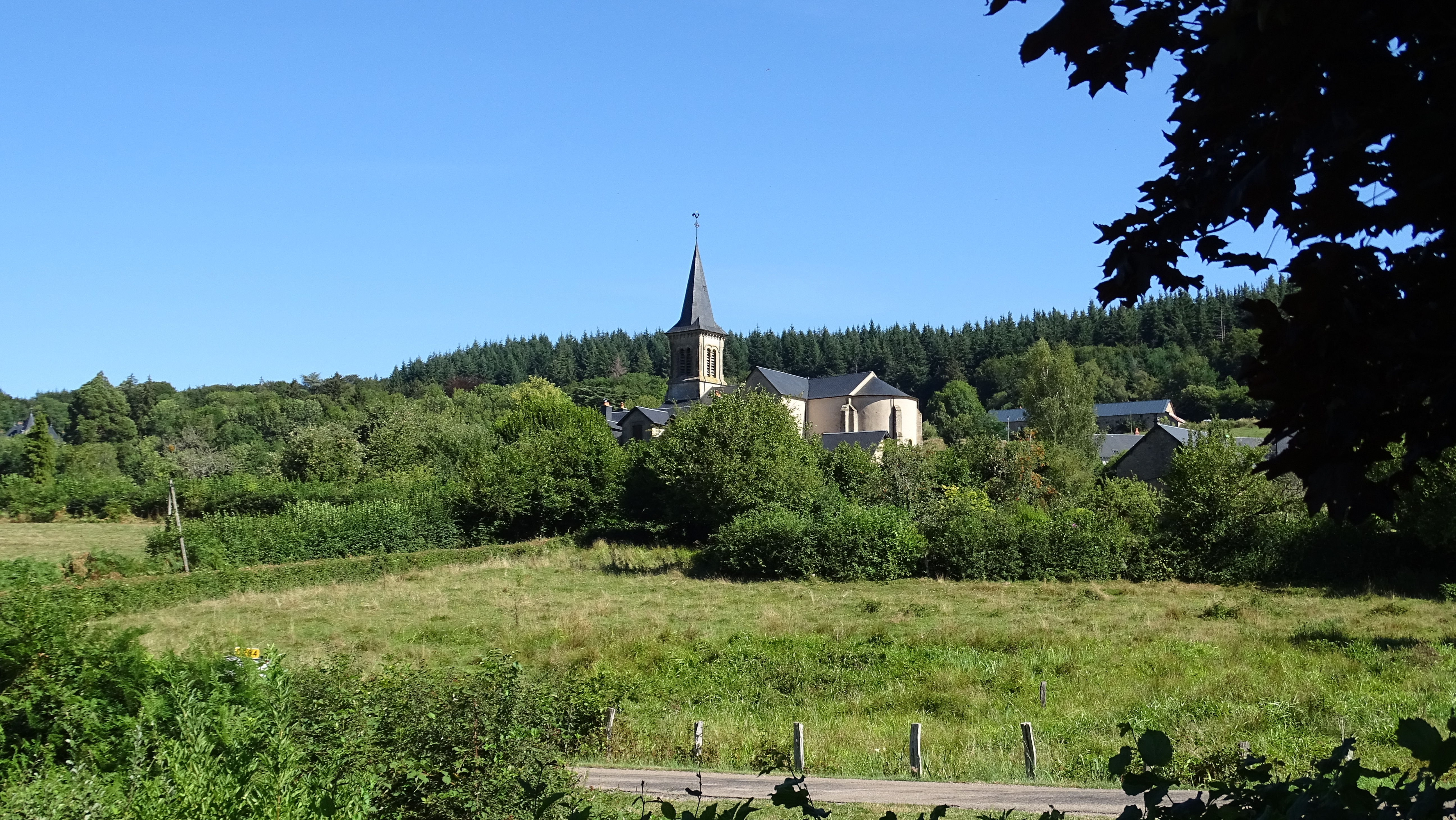
لافو دي فريتوي

فرنسا العميقة (بالفرنسية: La France profonde)‏؛ هي عبارة تشير إلى وجود جوانب «عميقة» و «فرنسية» عميقة لثقافة مدن المقاطعات الفرنسية، وحياة القرية الفرنسية والثقافة الزراعية الريفية، التي تهرب من «الأيديولوجيات المهيمنة» حسب تعبير ميشال ديون وهيمنة باريس. جُعل مألوفاً للقراء الإنجليز في نقد ميشيل ديون الراديكالي، متنبئاً باتحاد الاشتراكية غير الشيوعية مع الكنيسة الكاثوليكية التي تم إصلاحها.